# Fliegauf Bence
Fliegauf Bence, születési nevén Fliegauf Benedek (Budapest, 1974. augusztus 15.) magyar rendező, forgatókönyvíró. Egyike a fiatalon sikeressé vált filmrendezőknek.
2002-ben a felvételi vizsgán elért maximális pontszám ellenére nem vették fel a Színház- és Filmművészeti Egyetemre. Első játékfilmjét, a Rengeteget (2003) jelölte Magyarország 2004-ben a legjobb idegen nyelvű filmért járó Oscar-díjra.
2025 júliusában aláírásával támogatta a KneeCap nevű ír hiphoptrió Sziget Fesztiválon való fellépésének betiltását a trió palesztinpárti megnyilvánulásai miatt.

## Filmjei
- Beszélő fejek (kisfilm, 2001)
- A BBTE története (dokumentumfilm, 2002)
- Van élet a halál előtt? (dokumentumfilm, 2002)
- Rengeteg (2003)
- Hypnos (kisfilm, 2003)
- Dealer (2004)
- Európából Európába (szkeccsfilm epizódja, 2004)
- A sor (kisfilm, 2004)
- Pörgés (kisfilm, 2005)
- Tejút (2007)
- Csillogás (dokumentumfilm, 2008)
- Womb – Méh (2010)
- Magyarország 2011 (szkeccsfilm epizódja, 2011)
- Csak a szél (2012)
- Liliom ösvény (2016)
- Rengeteg – Mindenhol látlak (2021)

## Díjai, elismerései
- 2001, 32. Magyar Filmszemle, Beszélő Fejek: legjobb kísérleti film
- 2003, Berlini Nemzetközi Filmfesztivál, Rengeteg: Wolfgang Staudte-díj (legjobb első film)
- 2003, 34. Magyar Filmszemle,  Rengeteg: külföldi kritikusok Gene Moskowitz-díja
- 2003, 34. Magyar Filmszemle, Rengeteg: Diákzsűri Különdíja (nagyjátékfilm)
- 2004, Berlini Nemzetközi Filmfesztivál, Dealer: a Berlini Újság olvasóinak különdíja
- 2004, Athéni Nemzetközi Filmfesztivál, Dealer: Arany Athéna
- 2005, 35. Magyar Filmszemle, Dealer: legjobb forgatókönyv
- 2005, Magyar Köztársasági Ezüst Érdemkereszt – 2016-ban visszaadta.
- 2007, Locarnói Nemzetközi Filmfesztivál, Tejút: Arany Leopárd
- 2007, Budapestért díj[2]
- 2008, 39. Magyar Filmszemle, Tejút: különdíj
- 2008, Balázs Béla-díj
- 2012, 62. Berlini Nemzetközi Filmfesztivál, Csak a szél: Peace Film Prize (Film Békedíj)
- 2012, 62. Berlini Nemzetközi Filmfesztivál, Csak a szél: az Amnesty International emberi jogi csoport német szervezetének díja
- 2012, 62. Berlini Nemzetközi Filmfesztivál, Csak a szél: Ezüstmedve, a zsűri nagydíja